# Hemilophia serpens
Hemilophia serpens är en korsblommig växtart som först beskrevs av Otto Eugen Schulz, och fick sitt nu gällande namn av Al-shehbaz. Hemilophia serpens ingår i släktet Hemilophia och familjen korsblommiga växter. Inga underarter finns listade i Catalogue of Life.